# 耶律洼
耶律洼（やりつ わ、生没年不詳）は、遼（契丹）の軍人。字は敵輦。契丹迭剌部の出身。

## 経歴
南院夷離菫の耶律綰思の子として生まれた。仲父隋国王耶律釈魯の孫で、玄祖耶律勻徳実の曾孫にあたる。太宗が即位すると、惕隠となった。天顕11年（936年）、太宗が太原を救援するにあたって、耶律洼は先鋒となり、張敬達の軍を太原の北で撃破した。会同年間、北院大王に転じた。後晋を攻撃するにあたって、再び先鋒となり、梁漢璋と瀛州で戦って撃破した。
大同元年（947年）、太宗が欒城で死去すると、南方の州郡の多くが叛き、契丹軍の兵馬は混乱におちいった。耶律洼と耶律吼は世宗擁立の策を定め、諸将の支持を獲得した。世宗が即位すると、宮戸50を賜り、于越の位を受けた。
死去したときの年齢は54歳。

## 伝記資料
- 『遼史』巻77 列伝第7